# Eutrichota socculata
Eutrichota socculata är en tvåvingeart som först beskrevs av Zetterstedt 1845.  Eutrichota socculata ingår i släktet Eutrichota, och familjen blomsterflugor. Arten är reproducerande i Sverige.